# Drzewce (województwo kujawsko-pomorskie)
Drzewce – wieś w Polsce, położona w województwie kujawsko-pomorskim, w powiecie bydgoskim, w gminie Białe Błota.

## Podział administracyjny
W latach 1950–1998 miejscowość administracyjnie należała do województwa bydgoskiego.

## Położenie
Wieś Drzewce znajduje się w obrębie gminy Białe Błota. Położona jest w enklawie leśnej Puszczy Bydgoskiej. Poprzez las od południa graniczy z sołectwem Murowaniec, od północy z Łochowem i Lisim Ogonem, a od wschodu z Białymi Błotami.
Pod względem fizyczno-geograficznym wieś leży w obrębie makroregionu Pradolina Toruńsko-Eberswaldzka, w mezoregionie Kotlina Toruńska i mikroregionie Równina Rynarzewska.

## Charakterystyka
Drzewce to wieś niesołecka, położona w północno-zachodniej części gminy Białe Błota, około 2 km na północ od stacji kolejowej Jasiniec Białebłota. 
Dominujący sposób użytkowania to luźno rozlokowane mieszkalnictwo oraz tereny rekreacyjno-działkowe. Znajduje się w rejonie oddziaływania aglomeracji Bydgoszczy, co korzystnie wpływa na rozwój miejscowości. Działalność rolnicza posiada znaczenie drugorzędne. Na terenie Drzewiec funkcjonują tylko 2 gospodarstwa rolne o powierzchni powyżej 1 ha.
Drzewce są przedmiotem zainteresowań inwestorów budownictwa jednorodzinnego, zakładów przemysłowo-usługowych oraz obiektów magazynowych. Dzięki rozwijającemu się budownictwu jednorodzinnemu wykazuje cechy wsi rozwojowej. Na terenie miejscowości znajduje się rozległy kompleks ogrodów działkowych.
Około 1 km na południowy wschód od miejscowości znajduje się Jezioro Jezuickie Małe, a kilkaset metrów na zachód – Kanał Górnonotecki. Wokół rozciągają się rozległe lasy, zwłaszcza w kierunku zachodnim i wschodnim.
Na terenie wsi zlokalizowany jest nieczynny cmentarz ewangelicki.
We Drzewcach rośnie uznany za pomnik przyrody dąb szypułkowy o nazwie Dąb w Drzewcach.

## Historia
W XVII wieku Drzewce były własnością jezuitów w Bydgoszczy. W drugiej połowie XIX wieku wieś liczyła 108 osób zamieszkałych w 23 domach. W niektórych zapisach historycznych miejscowość występuje jako Drewce.
Spis miejscowości rejencji bydgoskiej z 1833 r. podaje, że we wsi mieszkało 91 osób (wszyscy ewangelicy) w 12 domach. Według opisu Jana Nepomucena Bobrowicza z 1846 r. wieś Drzewce należała do rządowej domeny bydgoskiej. Kolejny spis z 1860 r. podaje, że wieś Drewce liczyła 106 mieszkańców (101 ewangelików, 5 katolików) w 15 domach. Najbliższa szkoła elementarna znajdowała się w Łochowie. Miejscowość należała do parafii katolickiej i ewangelickiej w Bydgoszczy.
Słownik geograficzny Królestwa Polskiego dla roku 1884 podaje, że miejscowości mieszkało 161 osób (156 ewangelików, 5 katolików) w 23 domostwach. Około jedna czwarta mieszkańców była analfabetami.
W latach 1920–1933 Drzewce stanowiły obszar dworski, wchodzący w skład gminy Bydgoszcz Nadleśnictwo zwaną również Bydgoszcz-Wieś (obszary dworskie zlikwidowano w reformie z 1933 r.)
Okres powojenny był pomyślny dla rozwoju miejscowości. Zbudowano tu duży kompleks ogrodów działkowych, a od lat 90. XX wieku rozwija się budownictwo indywidualne.

## Statystyka
Poniżej podano wybrane informacje statystyczne dotyczące wsi Drzewce na podstawie Banku Danych Lokalnych GUS.
Narodowy Spis Powszechny 2002 wykazał, że we wsi Drzewce mieszkało 93 osób w 32 gospodarstwach domowych. 36% populacji posiadało wykształcenie wyższe lub średnie. We wsi znajdowało się 22 budynków ze 28 mieszkaniami. Dwie trzecie mieszkań pochodziło sprzed 1945 roku, zaś tylko 15% wzniesiono w latach 1989–2002.
Narodowy Spis Powszechny 2011 odnotował 147 mieszkańców wsi, co oznacza iż Drzewce są najmniejszą miejscowością gminy Białe Błota. W 2013 r. działalność gospodarczą prowadziło 532 podmiotów, w tym 27 osób fizycznych, 3 osób prawnych, 2 spółek handlowych. Dominowały mikroprzedsiębiostwa (0–9 osób). W latach 2008–2013 oddano do użytku 6 mieszkań – wszystkie w budownictwie indywidualnym. Stanowiło to zaledwie 0,4% nowych mieszkań wzniesionych w tym czasie w całej gminie.